# Valentin Filatov

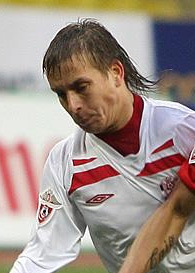
Valentin Filatov

Valentin Filatov (19 de março de 1982) é um ex-futebolista profissional russo, defensor, militava no Rostov.